# Sunbeam 3 litros Super Sports
El Sunbeam de 3 litros es un automóvil deportivo presentado por Sunbeam en octubre de 1925 en el Salón del Automóvil de Londres, comercializado desde 1926 hasta 1930. Caracterizado por su gran peso (26 centenas largas (2912 lb; 1321 kg))en aquel momento se vio como la réplica de Louis Hervé Coatalen, el enérgico ingeniero jefe de Sunbeam, al Bentley 3 Litros (que para entonces estaba comenzando a dejar su huella, habiendo ganado en Le Mans a principios de aquel año).  

## Historia

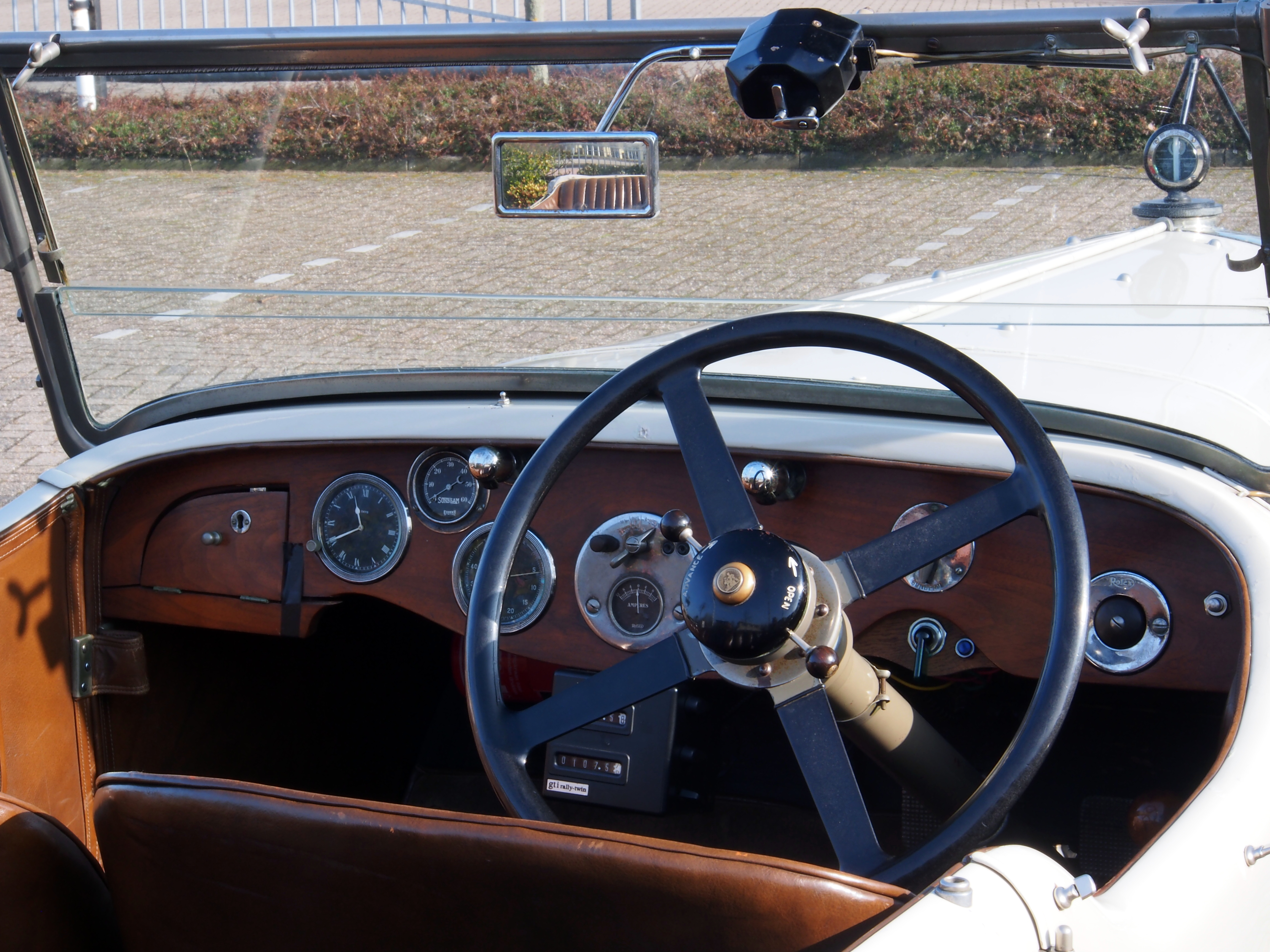
Sunbeam Tourer abierto de 3 litros y 4 puertas (1926)

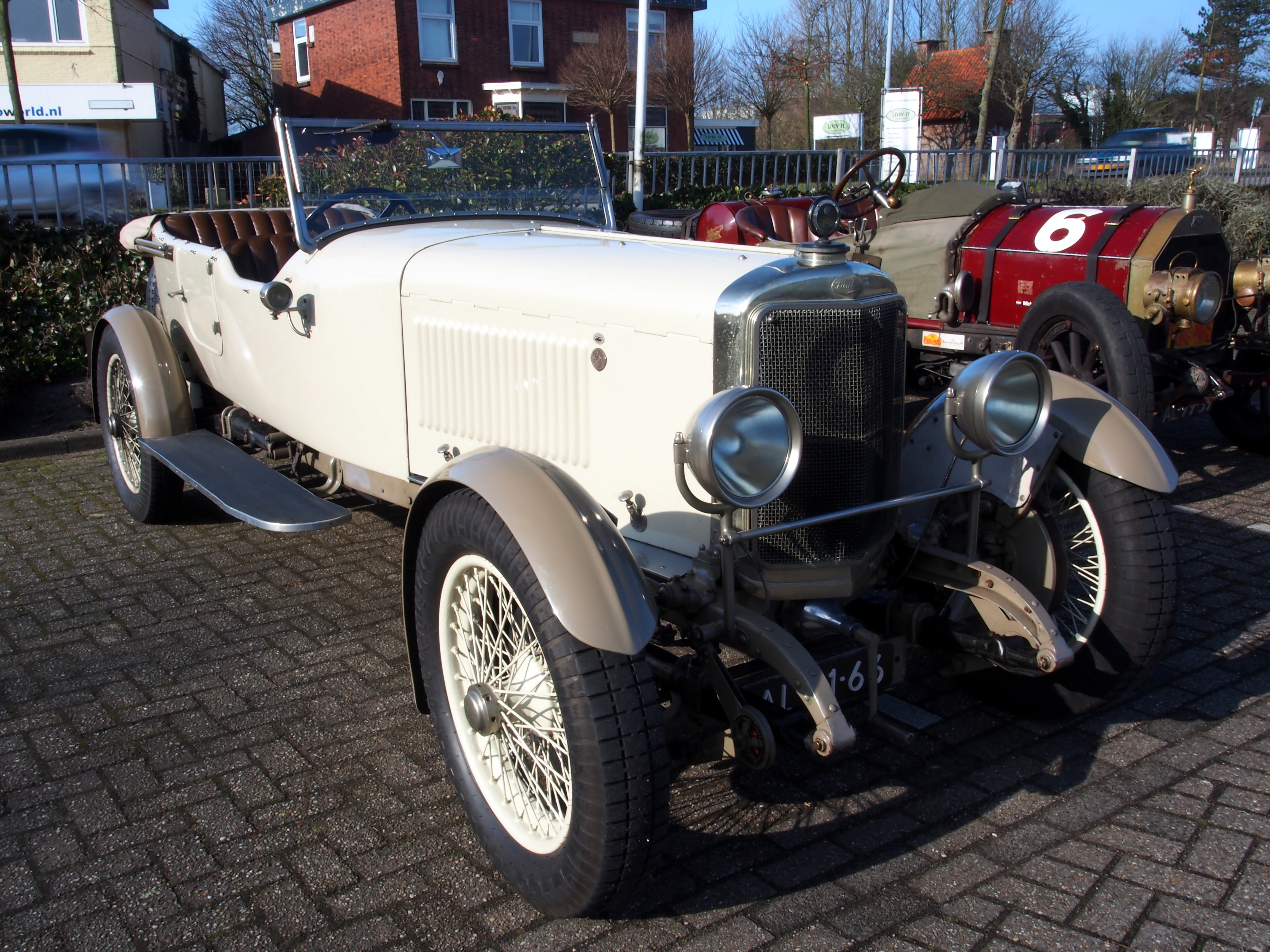
Sunbeam Tourer abierto de 3 litros y 4 puertas (1926)

El motor del Sunbeam era de 2920 cc, distribuidos entre seis cilindros.  Presentaba válvulas inclinadas, operadas a través de palancas de empuje fácilmente ajustables por dos árboles de levas en cabeza, una innovación importante en ese momento.  El cuidado diseño del motor siguió muchos de los principios de los motores que estaban acumulando elogios para la compañía en los circuitos de carreras europeos.  La culata y el bloque se formaron a partir de una sola pieza, algo que luego se consideró normal para motores de alto rendimiento.  Una de las características novedosas del motor era su uso de lubricación por cárter seco, por lo que el aceite del motor se extraía de un tanque colocado a su lado. En 1929 se agregó un sobrealimentador, aumentando la potencia de salida a 135 bhp.
Las dimensiones de los cilindros se tradujeron en una potencia fiscal de 20,9 HP, que bajo el sistema que operaba en la década de 1920, suponía un impuesto anual sobre fondos viales de 21 libras. Los grandes motores de cuatro cilindros de los vehículos de la competencia de Bentley soportaban un impuesto anual de fondo de carretera de 16 libras. La diferencia de 5 libras podría considerarse irrelevante para cualquiera que pudiera permitirse comprar y mantener un automóvil de este tipo, pero 5 libras era en ese momento más que el salario semanal promedio en Gran Bretaña, por lo que el ahorro anual para el comprador de Bentley bien podría haber sido significativo incluso en esta clase de clientes. 
El Bentley se ganó la reputación de ser el más robusto de los dos coches, aunque en los modelos habituales se informó que el Sunbeam era algo más rápido. Se inscribieron dos Sunbeam en Le Mans de 1925, uno conducido por Henry Segrave y George Duller, y el otro por Jean Chassagne y Sammy Davis. Segrave y Duller se vieron obligados a retirarse, pero Chassagne y Davis lograron el segundo lugar, solo superados por el Lorraine-Dietrich de Rossignol y de Courcelles.  En retrospectiva, el logro del Sunbeam se eclipsó en la medida en que las carreras llegaron a ser dominadas por Bentley durante la segunda mitad de la década. 
Aunque el chasis robusto construido se basó en el de los Sunbeam anteriores, las ballestas semielípticas hasta entonces, serían reemplazados en la parte posterior por resortes en voladizo, que durante la segunda mitad de la década se convirtieron en un sello distintivo de Sunbeam.